# Aalborg Universitet Esbjerg
 "AUE" omdirigeres hertil. For den tyske by, se Aue (Sachsen).
Aalborg Universitet Esbjerg (tidligere kendt som AUE og AAUE, men benævnes nu AAU Esbjerg) er organisatorisk en afdeling under Aalborg Universitet, som er geografisk lokaliseret i Esbjerg. AAU Esbjerg er en forsknings- og uddannelsesinstitution med et varieret udbud af uddannelser inden for det ingeniør- og naturvidenskabelige område.
AAU Esbjerg blev skabt ved en fusion i 1995, mellem det daværende Ingeniørhøjskolen Esbjerg og Aalborg Universitet. Universitetet uddanner primært diplom- og civilingeniører, samt bachelorer og kandidater inden for Energiteknik, Kemi- og Bioteknologi, Olie- og Gasteknologi, Byggeri og Anlæg, Maskinteknik, Anvendt Industriel Elektronik og Risk and Safety Management. Siden fusionen er antallet af elever steget støt, og der har været behov for udvidelser af de fysiske rammer i flere etaper. Især har en massiv satsning på informationsteknologi, med oprettelsen af en afdeling for software- og medieteknologi (Department of Software and Media Technology), samt uddannelser der er skræddersyet til olie- og offshore-branchen i Nordsøen, tiltrukket mange studerende. I 2015 blev den nybyggede C2-fløj, hvori der er topmoderne laboratorier til både Kemi- og Energi- uddannelserne, samt kontorer og grupperumsfaciliteter, indviet samtidig med en renovering og modernisering af B- og C1-fløjene. AAU Esbjerg danner p.t. (november 2014) rammen om hverdagen for ca. 700 studerende og 110 ansatte.
Studenterorganisationen på AAU-Esbjerg hedder DSR-SE, og studenterbaren "Smuthullet".

## Historik
Det der i dag er Aalborg Universitet Esbjerg, hviler på et fundament som blev påbegyndt i 1964, da Esbjerg Bygningsteknikum blev oprettet. Dette skete efter en årelang indsats med at overbevise centraladministrationen om behovet for tekniske uddannelser i Esbjerg. En række lokale entreprenører havde et stort behov for teknisk kyndige medarbejdere til brug i deres virksomheder, og det lykkedes dem at overbevise København om at dette behov skulle opfyldes med en lokal ingeniøruddannelse. Dette forhindrede dog ikke en omtumlet tilværelse de første år, hvor institutionen flere gange var lukningstruet, men den fik lov at bestå, og kunne i 1968 flytte ind i nyetablerede bygninger på stedet, hvor universitetet også i dag er lokaliseret.

## Ekstern henvisning
- Aalborg Universitet Esbjerg
- Smuthullet Arkiveret 14. oktober 2011 hos  Wayback Machine

55°29′29″N 8°26′45″Ø / 55.49126°N 8.44573°Ø
|  | Denne artikel om en bygning eller et bygningsværk kan blive bedre, hvis der indsættes et (bedre) billede. Du kan hjælpe ved at afsøge Wikimedia Commons for et passende billede eller lægge et op på Wikimedia Commons med en af de tilladte licenser og indsætte det i artiklen. |